# Robert E. Murray
Pour les articles homonymes, voir Robert Murray et Murray.
Robert Edward Murray, né le 13 janvier 1940 à Martins Ferry (Ohio) et mort le 25 octobre 2020 à Saint Clairsville (Ohio), est un ingénieur des mines et un homme d'affaires américain. 
Il est président-directeur général de Murray Energy, société minière basée à Saint Clairsville dans l'Ohio  Il est l'un des plus grands exploitants indépendants de mines de charbon aux États-Unis. 

## Biographie
Il s'est fait connaître pour de nombreuses accusations qui se sont révélées vraies de harcèlement sexuel, d'être responsable de la mort de 9 personnes dans un accident de mines et de mettre en place de fausses poursuites en justice afin d'empêcher les critiques publiques à son écart. 
Il a également soutenu Trump et présenté son déni du réchauffement climatique.